# فيل دير
فيل دير (بالإنجليزية: Phil Dwyer)‏ هو لاعب كرة قدم بريطاني، ولد في 28 أكتوبر 1953 في كارديف في المملكة المتحدة. شارك مع منتخب ويلز لكرة القدم. أما مع النوادي، فقد لعب مع كارديف سيتي ونادي باري تاون يونايتد ونادي روتشديل.

## مسيرته الكروية
لعب فيل دير خلال مسيرته الاحترافية مع ناديين في أربعة عشر موسمًا وسجل خلالها 34 هدفًا ضمن 486 مباراة. ولم يفز بأي موسم بالكأس أو بالدوري.
خاض فيل دير مسيرته مع نادي كارديف سيتي في موسم 1972–73 ليلعب معه ثلاثة عشر موسمًا، مشاركًا في 471 مباراة سجل خلالها 33 هدفًا. ثم انتقل إلى نادي روتشديل في موسم 1984–85 لمدة موسم واحد، حيث شارك في 15 مباراة سجل خلالها هدفًا واحدًا.

## وصلات خارجية
- فيل دير على موقع قاعدة بيانات كرة القدم.إي يو (الإنجليزية)
- فيل دير على موقع ناشيونال فوتبول تيمز (الإنجليزية)